# 23831 Mattmooney
23831 Mattmooney là một tiểu hành tinh vành đai chính với chu kỳ quỹ đạo là 1893.0180813 ngày (5.18 năm).
Nó được phát hiện ngày 24 tháng 8 năm 1998.